# 中林村 (內埔鄉)
中林村位於屏東縣內埔鄉，為平埔族馬卡道族為主體之村莊。有小中林（新杜君英）、中林、大埔三處聚落，傍山而建，圍繞著中林教會為中心。當地除了平埔族外，也有部分閩客與少數外省移民:120，帶來了多元的文化景觀。

## 歷史
坪頂山一帶原荒無人煙。清乾隆年間，來自今日萬丹鄉一帶（包括上淡水社、下淡水社與萬丹社等）的平埔族先祖，在清廷施行的屯番政策下，被系統性地移往南坪地（今內埔鄉中林、老埤、龍泉一帶），而建立起村莊:109。因其中有一處屯墾地鄰近民變領袖杜君英的起事地點，有杜君英庄之稱。
縱然清廷曾嚴禁萬丹、竹田至內埔一帶的熟番將土地賣斷與漢人，然而，在漢人的進逼下，平埔族仍大量移出原居地:77，而杜君英庄也逐漸變成了一個規模巨大的聚落，據說全盛時期共有一千多戶，並留下「庄頭做戲，庄尾不知」的諺語:125。
西元1870年代，傳教士李庥、馬雅各等人進入杜君英庄傳教，並得村民奉獻土地，建立杜君英教堂。光緒十六年（1890）後，杜君英庄飽受洪水侵擾之苦，許多村民遷至附近地勢較高處:592。在平頂山山腳的聚落以原居地為名，稱做新杜君英庄，又稱坪腳。明治三十一年（1898），一次大水沖毀舊杜君英庄，教會決議在坪頂山上重建教會（今中林教會），信仰基督教的村民們，也在教會附近築屋而居，因位在林野之中，而稱做中林:591。因掘井需要，有一小部分居民遷至南方不遠處的出泉點而居，形成大埔聚落:121。
日治時期成立的臺灣鳳梨株式會社相中中林村、龍泉村共數百甲的土地，開闢農場，以種植鳳梨為主，有「鳳梨山」之稱。行政規劃上原屬阿猴廳港西中里老埤庄，再歸高雄州潮州郡老埤 。戰後以最大聚落中林為名，沿用至今:591。
民國四十三年（1954）村中的大片土地劃為臺灣省農業專科學校（今國立屏東科技大學）的一部分，故今日村內主要幹道處有不少外地年輕學子居住。

## 人口
西元1897年，日本政府所做的熟番社數及人口調查中，杜君英有一百八十八戶九百四十四人、中林則有四十八戶三百七十七人。西元1903年的資料則多了新杜君英庄，有三十八戶兩百六十一人，而舊杜君英庄已無紀載。

## 文化
今日平埔族傳統的阿姆祖信仰已式微，七成左右的村民都是基督教徒:37。承繼了杜君英庄之名，中林村也有杜君英事件留下的歷史遺跡。平埔族群大多數為潘姓，占了村莊近半數人口，也有少數是李、曾等姓，因其上淡水社與下淡水社的歷史背景，今日被分類在馬卡道族塔加里揚社群。

### 信仰
清朝後期，傳教士認為此地的信眾前往阿猴教會禮拜過於不便，故在西元1872年成立杜君英教會，供周圍的平埔居民及客家信徒聚會。林少貓事件中，新杜君英因有一位抗日人士林文達而遭日本軍隊攻擊，幸運的是，日本人下令放過基督教徒，故中林村得以維持至今。
以漢人信仰為主的坪腳慈鳳宮，主祀的是當地頭人潘寶:83。據說潘寶曾是杜君英的左右手，事敗之後帶著兵士建立起杜君英庄。:118

### 杜君英庄認同
雖然舊杜君英庄已消失上百年，但仍舊存在許多屏東縣民眾的心中。根據田野考察的結果，屏東平原至少有十四處村落可以採集到有杜君英庄先民移居的口碑，形成了特殊的杜君英庄認同:126。在舊杜君英庄完全毀庄之前，仍有居民他遷其他村落，值得一提的有：一、其他平埔族部落如老埤、餉潭等處；
二、鹽埔鄉溪埔寮聚落多數村民，其祖先都來自於杜君英:341:27；
三、在下淡水溪整治計畫（1927-1938）後，屏東平原許多河灘新生地被用來開闢農場，也吸引了庄民的移入，如長治鄉和尚寮、屏東市海豐及高樹鄉尾寮等地:126。

## 另見
- 大路關
- 溪埔寮